# Bioestimulantes
El término el bioestimulante se refiere a sustancias que a pesar de no ser un nutrimento, un pesticida o un regulador de crecimiento, al ser aplicadas en cantidades pequeñas generan un impacto positivo en la germinación, el desarrollo, el crecimiento vegetativo, la floración, el cuajado y/o el desarrollo de los frutos.

## Tipos de bioestimulantes

### Bioestimulantes Químicos
- Ácidos Húmicos
- Ácidos Fúlvicos

### Bioestimulantes Vegetales
- Extractos de algas marinas y Microalgas

### Bioestimulantes Biológicos
- Micorriza
- Bacterias promotoras del crecimiento: Bacillus subtilis, Azospirillum etc.